# Чекуров, Александр Николаевич
Алекса́ндр Никола́евич Чеку́ров (род. 26 мая 1974 года, Волгоград, СССР) — российский пловец — паралимпиец. Бронзовый призёр летних Паралимпийских игр, чемпион Всемирных игр, чемпион мира и Европы, заслуженный мастер спорта России по плаванию среди спортсменов с нарушением зрения.

## Награды
- Медаль ордена «За заслуги перед Отечеством» II степени (30 сентября 2009 года) — за большой вклад в развитие физической культуры и спорта, высокие спортивные достижения на XIII Паралимпийских играх 2008 года в Пекине[2].
- Заслуженный мастер спорта России (2008).
- Один из десяти лучших спортсменов Волгограда с нарушением зрения (2014).